# ゴークラ
株式会社ゴークラは、愛媛県四国中央市村松町に本社を置く企業。日本紙パルプ商事の連結子会社である。

## 事業所
- 本社 - 愛媛県四国中央市村松町887
- 東京支店 - 東京都台東区台東3-29-1 中央法規ビル2階
- 大阪支店 - 大阪府東大阪市吉原2-3-7
- 加工・物流センター - 愛媛県四国中央市中之庄町1701
- 東京物流 - 埼玉県越谷市流通団地4-1-8

## 沿革
- 1905年 - 合田倉太郎が紙及び製紙原料販売業を創業。
- 1939年 - 新京、大連、台北、京城に支店を設置し、中国東北部及び台湾、韓国向けの販売を行う。
- 1943年 - 戦況悪化に伴い新京、大連支店を閉鎖。
- 1945年 - 終戦により台北、京城支店を引き揚げ。
- 1946年 - 東京、大阪に支店を設置。
- 1953年 - 株式会社に改組。
- 1957年 - 四国製紙株式会社（現：リンテック）設立により、合田倉太郎が四国製紙社長に就任。
- 1988年 - 合田倉太郎商店を改め、「株式会社ゴークラ」に商号変更。新社屋落成と同時にCI導入。
- 2004年 - 愛媛県四国中央市中之庄町に加工場を新設。
- 2009年 - 日本紙パルプ商事と資本提携を締結し、日本紙パルプ商事が発行済み株式の35％を取得[1]。
- 2010年 - 日本紙パルプ商事が発行済み株式を追加取得し、連結子会社化[1]。